# Mount Ulla
Mount Ulla är ett berg i Antarktis. Det ligger i Östantarktis. Nya Zeeland gör anspråk på området. Toppen på Mount Ulla är 1 920 meter över havet, eller 526 meter över den omgivande terrängen. Bredden vid basen är 0,85 km.
Terrängen runt Mount Ulla är kuperad åt sydost, men åt nordväst är den bergig. Trakten är obefolkad. Det finns inga samhällen i närheten.